# Grüner Brunnen
Der Grüne Brunnen ist ein Brunnen in Darmstadt.

## Geschichte und Beschreibung
Der „Grüne Brunnen“ wurde im Jahre 1979 nach einem Entwurf des Darmstädter Bildhauers Christfried Präger angelegt.
Der Brunnen auf dem „Schloßgartenplatz“ – vor dem Eingangsportal der Kirche St. Elisabeth – besteht aus einem runden, flachen Sockel, auf dem von der Kreismitte nach außen geschwungene, blattförmige Bronzeplatten liegen.
Drei niedrige Wasserquellen sprudeln aus der Brunnenplattform.
Auch das Pflaster um den Brunnen herum wurde in Blattform angelegt.
Die geschwungene Form der Bronzeplatten soll die Bedeutung des Wassers als Ursprung des Lebens veranschaulichen.
Auch die Quellen und das Blattmuster des Pflasters sollen Leben und Wachstum symbolisieren.
Der Grüne Brunnen ist das Ergebnis eines im Jahre 1978 von der Stadt Darmstadt ausgeschriebenen Brunnendesign-Wettbewerbs.
Der Brunnen ist Teil der Sanierung des Darmstädter Martinsviertels.